# Yvette Gastauer-Claire
Yvette Gastauer-Claire (Esch-sur-Alzette, Luxemburg, 29 de maig de 1957) és una escultora luxemburguesa que ha dissenyat monedes commemoratives per a Luxemburg, així com l'anvers de les monedes d'euro d'aquest país. Les seves escultures es poden veure a edificis i parcs de Luxemburg i els voltants.

## Biografia
Yvette Gastauer-Claire va nàixer el 29 de maig de 1957 a Esch-sur-Alzette, va estudiar Belles Arts a l'École des Arts et Métiers de Limpertsberg entre 1974 i 1979. Posteriorment va ser estudiant per lliure a l'estudi de l'escultora Camille Nocher. Del 1980 al 1984, va treballar pels museus nacionals de Luxemburg al departament de restauració. Ha fet treballs de restauració de monuments luxemburguesos treballant per un estudi de modelatge privat.
La seva primera comissió medàl·lica va ser el 1978, quan va crear una medalla nacional pel Ministeri d'Educació Física i Esport de Luxemburg. Les comissions posteriors de medalles inclouen una sèrie per a la Caisse d'Épargne de l'État del país per commemorar el mil·lenni de l'Església de Sant Miquel de Luxemburg el 1987. Entre els seus dissenys de monedes hi ha una moneda de plata emesa amb motiu de l'any de Luxemburg com a Capital Europea de la Cultura el 1995; es va conservar l'efígie del Gran duc Joan I que hi apareixerà en altres sèries de monedes posteriors. Va guanyar dos premis en concursos de dissenys per a l'euro i el 1999 va dissenyar la cara nacional de les monedes d'euro de Luxemburg. L'any següent va crear les monedes emeses per commemorar l'accés al tron del príncep Enric de Luxemburg.
A més d'impartir cursos d'escultura per adults, ha donat classes a xiquets amb discapacitats visuals a l'Institut pour Déficients Visuels de Luxemburg. Gastauer-Claire ha participat en exposicions col·lectives a Luxemburg, Alemanya, França i Bèlgica, i des de 1985 fa exposicions amb la FIDEM. El 1995 va realitzar la seva primera exposició individual a Dudelange. Viu a Schifflange, on té el seu propi estudi. És mare del ciclista Ben Gastauer.
Els dissenys de monedes de Gastauer-Claire es descriuen al seu Livret d'artiste autour de l'Euro, on s'inclouen monedes commemoratives i les seves monedes d'euro: 1 cèntim, 2 cèntims, 5 cèntims, 10 cèntims, 20 cèntims, 50 cèntims, 1 euro i 2 euros.

## Obra

### Escultura

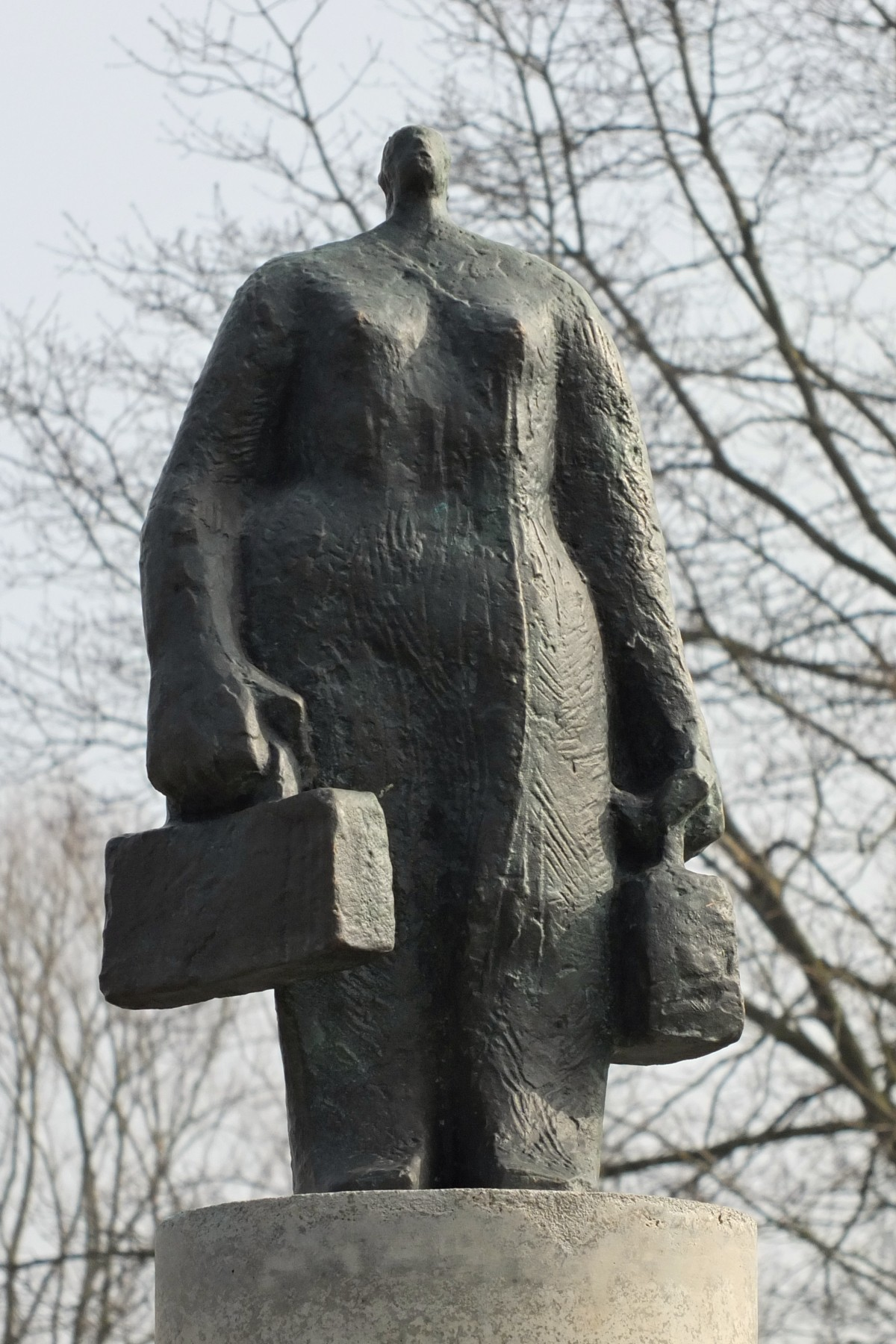
Die Reisende, escultura per Yvette Gastauer-Claire a Holzbüttgen, Alemanya

- Font Wou dat roud Goldgruewe gouf a Dudelange (1992);
- Escultura Feierstëppeler davant de l'edifici del Banc Central de Luxemburg a la ciutat de Luxemburg (2002);
- Memorial Porte d'Italie pels immigrants del districte italià de Dudelange (2007);[5]
- Escultura de St. Willibrord a l'església de Sant Willibrord a Mondercange (2009);
- Plaques commemoratives d'Elsy Jacobs a Garnich i al Parc de Luxemburg (2011);
- Plaques commemoratives de Charly Gaul a Hesperingen i al Parc de Luxemburg (2011);
- Escultura Die Reisende al centre parroquial d'Holzbüttgen a la ciutat de Kaarst (2013);
- Escultura De Wënzer bei senger Aarbecht a Ehnen (Bronze, 2014);[6]
- Escultura De Mënsch - l'Être humain a Steinfort (Alumini, 2016);
- Escultura Mémorial Championnats du Monde Cyclocross UCI 2017 a Belvaux (acer i bronze, 2018).[7]

### Monedes i medalles
- Moneda de plata de 500 francs luxemburguesos, Luxemburg Capital Europea de la Cultura (1995);
- Medalla al 40è aniversari de la victòria del títol d'Elsy Jacobs al Campionat Mundial de Ciclisme en Ruta (1998);
- Moneda de plata de 500 francs luxemburguesos, jurament del nou Gran duc Enric de Luxemburg (2000);
- Cara de les monedes d'euro luxemburgueses (1999, anys d'acunyació declarats des del 2002);
- Des del 2001, una medalla de bronze anual dedicada a la sèrie L'art dans la main;
- Moneda commemorativa de 2 euros amb el monograma del gran duc Enric (2004);
- Moneda commemorativa de 2 euros pel 50è aniversari del Gran duc Enric i el centenari de la mort del Gran duc Adolf (2005).